# Zentrale Dienstvorschrift 46/1
Die Zentrale Dienstvorschrift 46/1 (ZDv 46/1) ist die Zentrale Dienstvorschrift des deutschen Bundesministeriums der Verteidigung für die Beurteilung der geistigen und körperlichen Tauglichkeit für den Wehrdienst. Ihr vollständiger Titel lautet Allgemeine Durchführungsbestimmungen zu der ärztlichen Untersuchung bei Musterung und Dienstantritt von Wehrpflichtigen, Annahme und Einstellung von Bewerberinnen und Bewerbern für den freiwilligen Dienst in den Streitkräften sowie bei der Entlassung von Soldatinnen und Soldaten. Sie wurde abgelöst von den Allgemeinen Vorgaben zur Durchführung der wehrmedizinischen Begutachtung A1-831/0-4000.

## Inhalt
Die ZDv 46/1 kommt im Rahmen der Grunduntersuchung und Begutachtungen auf Wehrdienstfähigkeit, gesundheitliche Eignung oder Verwendungsfähigkeit bei der Musterung durch die Wehrersatzbehörde bzw. die durch das Bundesamt für Zivildienst (BAZ) beauftragten Ärzte zur Anwendung. Die ZDv ist damit für die Bestimmung der Zivildiensttauglichkeit gem. § 7 ZDG und der Wehrdiensttauglichkeit gem. § 8a WPflG zuständig. Das festgestellte Begutachtungsergebnis umfasst auch den vergebenen Tauglichkeitsgrad.
In einem Anhang des Regelwerkes finden sich die „Gesundheitsziffern“, die mit einer römischen und einer arabischen Zahl gekennzeichnet sind. Die arabischen Zahlen stehen für die jeweiligen Gesundheitsaspekt (z. B. Auge, Wirbelsäule, Psyche), die römische Zahl von I bis VI steht für den Grad der gesundheitlichen Beeinträchtigung, wobei VI für den Tauglichkeitsausschluss steht.
In einer Untersuchung zur Homosexualität in der Bundeswehr wurde die ZDv 46/1 herangezogen, um zu zeigen, dass offen homosexuell Lebende auch von der Bundeswehr eingezogen, bzw. im Rahmen des freiwilligen Dienstes eingestellt werden müssen, da die Vorschrift dies vorgibt. In einer Untersuchung aus dem Jahr 2007 zur Wehrgerechtigkeit wurde die ZDv 46/1 als zentrale Vorschrift zur Bestimmung der Wehrdienstfähigkeit herangezogen. Dabei wurde festgestellt, dass sich gerade aus den differenzierten Bestimmungen in der Zentralen Dienstvorschrift ergibt, ob eine Person für den Wehrdienst herangezogen wurde, oder nicht, was im Umkehrschluss zentrale Ungleichbehandlungen für beide Gruppen nach sich zog.
Zwar hat die Dienstvorschrift als Verwaltungsvorschrift verwaltungsinternen Charakter, darf nach ständiger Rechtsprechung des Bundesverwaltungsgerichts in einem Rechtsstreit um die Tauglichkeit auch von Verwaltungsgerichten bei der richterlichen Beurteilung der Wehrtauglichkeit herangezogen werden. Die jeweiligen Sätze der Dienstvorschrift sind nicht für das Gericht bindend, sondern gem. § 108 Abs. 1 VwGO, im Rahmen der freien Beweiswürdigung heranzuziehen.

## Änderungen
Bei einer Änderung zum 1. Oktober 2004 wurde die Tauglichkeitsstufe 3 gestrichen. Da die Zentrale Dienstvorschrift für sämtliche Mitglieder der Bundeswehr gilt, hätten damit etliche Berufs-, sowie Zeitsoldaten aus dem Dienst entlassen werden müssen, da sie durch ihr fortgeschrittenes Alter oder Erlebnisse im Dienst gewisse Einschränkungen aufwiesen. Durch eine Ergänzung einer neuen Tauglichkeitsstufe für aktive Soldaten sollte dieser Effekt aber überwunden werden.